# قلعة هابسبورغ
قلعة هابسبورغ (الألمانية:Schloss Habsburg) هي قلعة بُينت في العصور الوسطى تقع في هابسبورغ (شمالي سويسرا اليوم) في كانتون أرجاو بالقرب من نهر آر، كان الموقع التي شيدت فيها القلعة في السابق جزءاً من دوقية شوابيا، وتعتبر القلعة موطن الأصلي لأسرة هابسبورغ العريقة التي أصبحت واحدة من سلالات الإمبراطورية والملكية الرائدة في أوروبا، واليوم مدرجة كموقع تراث سويسري ذو الأهمية الوطنية.

## التاريخ
حوالي بين الأعوام 1020-1030 بناء كونت رادبوت من كونتية كليتغاو القريبة من دوقية شوابيا هذه القلعة على بُعد 35 كم جنوب غرب كليتغاو بالقرب من آر أكبر روافد نهر الراين، ويعتقد أن تسمية القلعة جاءت من الصقر (بالألمانية:Habicht) كما هو موجود على جدرانها، ومع ذلك يعتقد بعض المؤرخين وعلماء اللغة أن الاسم يأتي من الكلمة الألمانية العليا الوسيطة (hab / hap) «هاب» والتي تعني مخاضة وبحيث يقع على أحد مخاضات نهر آر.
حفيد رادبوت، أوتو الثاني كان أول من أتخذ اسم القلعة وأضافها إلى اسمه «فون هابسبورغ» إلى لقبه، وانشئ أسرة هابسبورغ.
قلصت أهمية قلعة هابسبورغ بعد انتقل أحد أحفاد الجيل السابع رودولف سلطته إلى النمسا عام 1276، وظلت القلعة ملك لأسرة حتى 1415 عندما فقدها فريدرخ الرابع دوق النمسا لصالح الكونفدرالي السويسري.

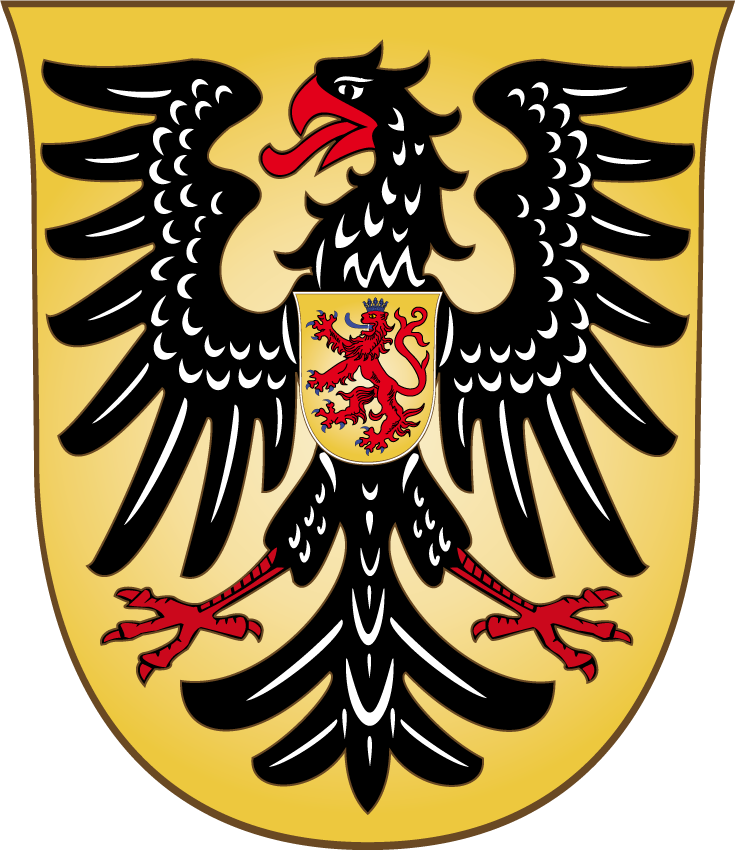
شعار هابسبورغ؛ طائر الأحمر في الدرع الذهبي في الوسط
شعار بلدية هابسبورغ الحديثة

ظل شعار الأصلي طائر الموجود على جدران القلعة، وبينما اعتبر الطائر الأحمر الموجود في الدرع الذهبي أحد شعارات النمساوية حتى الفترة الإمبراطورية، وبينما شعار بلدية هابسبورغ الحديثة يصور القلعة.
منذ حوالي.1500 أصبحت المنطقة المحيطة بالقلعة مغطاة بالغابات، أي بعد ألف ونصف من تشييد القلعة، اليوم يتم الاحتفاظ برجي الكبيرة والصغيرة من القلعة الأصلية وملحقة مبنى سكني منذ القرن 13، في حين أجزاء كبيرة من المجمع في حالة الخراب، ولا يمكن التعرف الجزء الشرقي منه إلا من خلال الجدران الأساسية، ويحتوي اليوم على مكان الإقامة فاخر وعلى مطعم ومتحف صغير.